# Eurytomocharis pascuorum
Eurytomocharis pascuorum är en stekelart som beskrevs av Bugbee 1966. Eurytomocharis pascuorum ingår i släktet Eurytomocharis och familjen kragglanssteklar. Inga underarter finns listade i Catalogue of Life.